# تریر ولزی
تریر ولزی (به انگلیسی: Welsh Terrier)، نام یکی از نژادهای سگ است که خاستگاه آن به ولز بازمی‌گردد.